# Lidia Cirillo
Lidia Cirillo (Napoli, 24 aprile 1940) è una femminista e politica italiana.

## Biografia
Napoletana di nascita, nipote di Gina Algranati, ha vissuto la maggior parte della sua vita a Milano. Attiva nel movimento femminista dai primi anni Settanta. Tra il 1966 e il 1967 aderisce al PCI e nel 1966 ai Gruppi Comunisti Rivoluzionari, successivamente ridenominata Lega Comunista Rivoluzionaria IV Internazionale, organizzazione che a fine anni '80 confluirà in Democrazia Proletaria. Fa poi parte di Rifondazione Comunista (di cui fu membro del Comitato Politico Nazionale) fino a metà degli anni '90 e poi di Sinistra Critica (con cui fu candidata al Senato alle elezioni del 2008).
Ha fatto parte della redazione del periodico Bandiera rossa e poi della rivista Erre, inoltre ha collaborato per diversi anni con il quotidiano Liberazione. Ha scritto vari libri sul femminismo ed è la curatrice del gruppo di discussione dei Quaderni viola che dalla fine degli anni ottanta elabora pubblicazioni di riflessione teorica e di inchiesta femminista in posizione critica rispetto alla corrente teorica che va sotto il nome di "femminismo della differenza sessuale". È attiva anche sulle tematiche LGBT. Dal 2022 scrive sulla rivista Jacobin Italia.
Ha contribuito alla nascita della Marcia Mondiale delle Donne e relatrice in varie assemblee del Social Forum Europeo sui temi del femminismo. Successivamente ha anche aderito a Non Una di Meno.

## Opere

### Monografie
- Lettera alle romane. Sussidiario per una scuola dell'obbligo di femminismo (Quaderni viola), Milano, Il Dito e la Luna, 2001
- Mejor huérfanas: por una critica feminista al pensamiento de la diferencia, Barcelona, Anthropos Editorial, 2002 (tradotto in spagnolo)[6] ISBN 9788476586181
- La luna severa maestra. Il contributo del femminismo ai movimenti sociali e alla costruzione dell'alternativa, (Quaderni viola), Milano, Il Dito e la Luna, 2003
- Da Vladimir Ilich a Vladimir Luxuria. Soggetti di liberazione, rivoluzioni e potere, Roma, Alegre, 2007, ISBN 9788889772003
- Lavorare stanca. Statistiche, ricerche, bibliografie e ragionamenti sul lavoro delle donne (Quaderni viola, nuova serie, n. 1), CON Rosa Calderazzi e Tatiana Montella, Roma, Alegre, 2008
- La straniera. Informazioni, sito-bibliografie e ragionamenti su razzismo e sessismo (Quaderni viola, nuova serie, n. 2), CON C. Bonfiglioli, L. Corradi, B. De Vivo, S. R. Farris, V. Perilli, Roma, Alegre, 2009, ISBN 9788889772409
- Orgoglio e pregiudizio. Le lesbiche in Italia nel 2010: politica, storia, teoria, immaginari (Quaderni viola, nuova serie, n. 3), CON Fabiola Correale, Paola Guazzo, Claudia Lopresti, Eva Mamini, Anna Muraro, Roma, Alegre, 2010, ISBN 9788889772539
- Lotta di classe sul palcoscenico. I teatri occupati si raccontano, Roma, Alegre, 2014, ISBN 9788889772980
- Storia delle storie del femminismo, con Cinzia Arruzza, Roma, Alegre, 2017[7]
- Utero in affitto o Gravidanza per altri? Voci a confronto (a cura di), Milano, FrancoAngeli, 2017
- Se il mondo torna uomo. Le donne e la regressione in Europa (a cura di), Roma, Alegre, 2018